# Jakub Holúbek
Jakub Holúbek (ur. 12 stycznia 1991 w Trenczynie) – słowacki piłkarz występujący na pozycji obrońcy lub pomocnika.

## Kariera klubowa
Grę w piłkę nożną rozpoczął w wieku 9 lat w akademii klubu FK Ozeta Dukla Trenčín. W 2010 roku włączono go do składu zespołu seniorów. W sezonie 2010/11 stał się podstawowym lewym obrońcą. W lipcu 2013 roku zadebiutował w europejskich pucharach w wygranym dwumeczu z IFK Göteborg (2:1, 0:0) w kwalifikacjach Ligi Europy 2013/14. W sezonach 2014/15 i 2015/16 wygrał z FK AS Trenčín dublet. Łącznie w latach 2010–2016 rozegrał w jego barwach 170 ligowych spotkań, w których zdobył 19 goli. W sierpniu 2016 roku odszedł do MŠK Žilina, która wymieniła go za Jakuba Paura. Na przestrzeni 3 sezonów rozegrał dla tego klubu 61 meczów w słowackiej ekstraklasie w których strzelił 7 bramek i wywalczył mistrzostwo kraju w sezonie 2016/17.
W czerwcu 2019 roku jako wolny agent podpisał dwuletni kontrakt z mistrzem Polski Piastem Gliwice. 13 lipca zadebiutował w meczu o Superpuchar Polski 2019 przeciwko Lechii Gdańsk, przegranym 1:3. 28 lipca zaliczył pierwszy występ w Ekstraklasie w przegranym 1:2 spotkaniu z Śląskiem Wrocław. W 79. minucie pojawił się on na boisku, zmieniając Jorge Félixa. W 86. minucie sprokurował rzut karny, po którym Śląsk zdobył zwycięskiego gola.

## Kariera reprezentacyjna
W latach 2011–2012 grał w reprezentacji Słowacji U-21, dla której rozegrał 9 spotkań. Zanotował 3 występy w eliminacjach Mistrzostw Europy U-21 2013, w których Słowacja dotarła do baraży, gdzie uległa Holandii.
W sierpniu 2016 roku otrzymał od Jána Kozáka pierwsze powołanie do seniorskiej reprezentacji Słowacji na mecz z Anglią w eliminacjach Mistrzostw Świata 2018. Z powodu kontuzji stawu skokowego, której doznał w meczu ligowym, nie udał się na zgrupowanie. 8 października 2016 zadebiutował w drużynie narodowej w kolejnym spotkaniu eliminacyjnym przeciwko Słowenii na Stadionie Stožice, przegranym 0:1.

## Sukcesy
FK AS Trenčín
- mistrzostwo Słowacji: 2014/15, 2015/16
- Puchar Słowacji: 2014/15, 2015/16

MŠK Žilina
- mistrzostwo Słowacji: 2016/17